# Elisabeth Van Ingelgem
Elisabeth Maria Josephina Van Ingelgem (Lippelo, 18 februari 1890 – Antwerpen, 1976) was een Belgisch kunstschilder. Ze signeerde haar werk soms met haar initialen EVI.

## Leven en werk
Elisabeth Van Ingelgem was een dochter van de Vlaamse olieslager Arnoldus Van Ingelgem en de Luxemburgse Helena Kontz. Ze was een leerling op het Brussels atelier van Ernest Blanc-Garin en vervolgde haar studie bij Frans Mortelmans aan de Koninklijke Academie voor Schone Kunsten van Antwerpen.
Van Ingelgem schilderde in een impressionistische stijl bloemen en boeketten, stillevens, interieurs en landschappen. Ze nam onder meer deel aan een kunstexposities in Gent (1923), Parijs (1923, 1926, 1928), in Zaal Studio (1924, 1926) en La Petite Galerie (1939, 1943) in Brussel, en van 1932 tot 1936 aan de salons van de Cercle Artistique de Luxembourg. In 1975 had ze een soloexpositie met veertig olieverfschilderijen bij Galerie Bradtké in Luxemburg-Stad. Joseph Walentiny, recensent van de Luxemburger Wort, schreef naar aanleiding daarvan over haar bloemschilderijen "Wat de stijl van Elisabeth Van Ingelgem echter vooral kenmerkt, zijn haar subtiele, gedurfde en licht impressionistische streken, die veel van haar bloemboeketten in een vaak intense helderheid dompelen, met goed gekozen harmonieën, gekoppeld aan een mooie, lichtgekleurde waas." Haar stillevens deden hem enigszins denken aan de 17e-eeuwse Hollandse meesters.
- Musée national d'archéologie, d'histoire et d'art: lkl000075